# リバーパトロール
『リバーパトロール』(英:River Patrol)は、1981年にオルカより発売されたアーケードゲーム。同社の代表的なゲームの一つである。

## ゲーム内容
2方向レバー1本およびボタン1個を用いて救助船を操作し、川で溺れた人を救助しつつダムに到着することが目的。レバーで救助船を左右に旋回し、ボタンを押すと救助船が前方に進む。下流から上流に向かう状況であるためボタンを放すとゆっくりと下流（画面下部）に戻される。これを利用して救助船の後方に流された人も救助することができる。
溺れた人を救助すると最初は1人につき100点であるが、逃さずに連続して救助すると100点ずつ増えていく（最高は1,000点）。ただし、救助船の正面から救助しようとすると船に轢かれて死亡し、その後はまた100点に戻る。
救助船の底には穴が開いており、少しずつ浸水していき（画面左側にWATER GAGEとして沈没するまでの時間が表示される）、制限時間を過ぎると沈没してミスとなる。沈没するまでにゴールまで進むと1面クリアとなり、残りのWATER GAGEがボーナス得点となる。
途中、上流（画面上部）から障害物が流れてきて進行の邪魔をする。
99面をクリアすると0面に戻るが、0面は水路がすぐに切れて陸地だらけとなり、プレイ開始前に陸に乗り上げて沈没してしまうため続行できない。また画面の表示もおかしくなる。

### 障害物
丸太、遊覧船、ドラム缶
救助船にぶつかると沈没してミスとなる。
岩
固定されているが、面が進むごとに岩の数が多くなり進みにくくなる。救助船にぶつかると沈没してミスとなる。
5面からは動く岩も出現する。岩や岸を動き回るが、水面に出るとすぐに消えてしまう。
渦
救助船が巻き込まれるとその場でぐるぐる回転し、その間は浸水量が多くなる（=制限時間が減る）。船首が上方を向いたときにタイミングよくボタンを押すと脱出出来る。
ワニ
接触してもミスにはならないが、一定時間浸水する量が多くなる。

## 移植
家庭用ゲーム機への移植はないが、PC-8001等のパソコンに移植されている。

## 海賊版
- Silver Land（シルバーランド）： ゲーム内容およびBGMは本作と同様だがキャラクターが異なっており、スキーヤーを操作し、野ウサギを捕まえるという設定になっている。

- 海賊版の出回りがかなり多かったゲームであり、画面の中央下にオリジナル版では表示されている「オルカ」のマークと英文、登場年の「1981」が、海賊版では表示されていない。現在でも流通している海賊版の基板は、この未表示版の物が大半である。またクレイジークライマーの基板（海賊版も含む）からの改造版なども存在する。

- 本作品の登場から40年を経過した現在でもオークションや中古基板店で見掛ける機会があるが、そのほとんどが海賊版である。純正基板に関しては現存数の関係もあり、入手する事は近年困難になって来ている。